# Luciano Venturini
Luciano Venturini (Empoli, 29 gennaio 1959) è un ex calciatore italiano, di ruolo attaccante o ala.

## Carriera
Cresce nella Fiorentina, facendo parte della formazione Primavera che vince il Torneo di Viareggio 1978, dove Venturini segna una doppietta nella finale vinta 4-0 sulla Roma, e di quella che vince il Torneo di Viareggio 1979 l'anno successivo.
Debutta in Serie A il 19 febbraio 1978 in Fiorentina-Perugia (2-1), e in quella stagione scenderà in campo altre 5 volte in massima serie.
La stagione successiva resta in viola segnando anche una rete in Serie A su sei partite disputate. La rete è decisiva per la vittoria viola sul campo di Vicenza, dove i toscani strappano lo 0-1 negli ultimi minuti di gara.
Nel 1979-1980 è al Livorno, e con gli amaranto, nonostante un problema fisico a inizio stagione, segna tra campionato e Coppa Italia una decina di reti. Il Livorno sfiora la promozione in Serie B classificandosi terzo alle spalle di Catania e Foggia. Una sua doppietta consente ai labronici il 2-0 contro la Reggina, un colpo di testa in zona Cesarini è decisivo contro la Salernitana (1-0).
Nella stagione successiva, dopo una presenza in Serie A con la Pistoiese, nella sessione autunnale del calciomercato passa al Verona, dove disputa un campionato di Serie B. Nella stagione successiva è ancora nella rosa degli scaligeri, ma non disputa alcun incontro di campionato.
Prosegue quindi la sua carriera in Serie C2, con Prato, vincendo il campionato, Asti e, dal 1985, Chievo, che alla prima stagione aiuta (con 3 reti) a vincere il Campionato Interregionale e ad ottenere la sua prima promozione tra i professionisti. Nella stagione successiva in Serie C2 segna una rete in 21 incontri.
In carriera totalizza complessivamente 13 presenze ed una rete in Serie A e 21 presenze ed una rete in Serie B.
Attualmente fa parte dell'Asd Hellas Verona

## Palmarès

### Competizioni giovanili
- Torneo di Viareggio: 2

Fiorentina: 1978, 1979
- Torneo Internazionale Città di Port-de-Bouc: 1

Fiorentina: 1979

### Competizioni nazionali
- Campionato Interregionale: 1

Paluani Chievo: 1985-1986
- Serie C2: 2

Prato: Serie C2 1982-1983
Asti TSC: Serie C2 1983-1984

### Competizioni regionali
Arzignano: Promozione 1989-1990